# Vườn quốc gia Thap Lan
Vườn quốc gia Thap Lan (อุทยานแห่งชาติทับลาน) là một vườn quốc gia nằm trong Dãy núi Sankamphaeng thuộc hai tỉnh Prachinburi và Nakhon Ratchasima, Thái Lan. Được thành lập như một vườn quốc gia vào ngày 23 tháng 12 năm 1981, đây là vườn quốc gia thứ 40 của Thái Lan. Trong khi tình trạng săn bắn voi tại Dãy núi Dângrêk phổ biến thì Thap Lan là một trong số những khu vực bảo tồn voi tốt nhất tại Thái Lan. Nó là một phần của Tổ hợp rừng Dong Phayayen-Khao Yai được UNESCO công nhận là Di sản thế giới từ năm 2005. 

## Địa lý và khí hậu
Với diện tích 2.236 kilômét vuông (863 dặm vuông Anh), Thap Lan là vườn quốc gia có diện tích lớn thứ hai tại Thái Lan. Về mặt hành chính, vườn quốc gia nằm tại các huyện Tambon Bu Phram, Na Di, Prachin Buri; Pak Thong Chai, Wang Nam Khiao, Khon Buri, và Soeng Sang của tỉnh Nakhon Ratchasima; và Pakham của tỉnh Buriram. Điểm cao nhất của vườn quốc gia là Khao Lamang cao 992 mét (3.255 ft). Địa hình chủ yếu là các dãy núi, thung lũng, vực sâu và có nhiều thác nước.
Tháp Lan có ba mùa chính, với nhiệt độ trung bình hàng năm là 28 °C. Mùa mưa kéo dài từ tháng 5 đến tháng 10, khi mưa hầu hết trong các ngày. Tháng 10 là khoảng thời gian mà tại đây ẩm ướt nhất. Mùa lạnh là từ tháng 11 đến tháng 2 trong đó tháng 12 là khoảng thời gian khí hậu mát mẻ nhất, trung bình ngày là 24 °C. Mùa nóng là tháng 3 và tháng 4, khi nhiệt độ có thể đạt tới 31 °C.

## Động thực vật

### Thực vật
Hầu hết diện tích vườn quốc gia được bảo phủ bởi các khu rừng thường xanh khô, đặc biệt ở các sườn núi thấp hơn. Một số loài thực vật quan trọng được tìm thấy tại đây bao gồm Dầu và Hòa thảo. Tre cũng được thấy tại đây.
Gần Ban Thap Lan, Ban Khun Sri Bupram và Ban Wang Mued là những khu rừng cọ Talipot và một số loài cọ khác. Trong quá khứ, những khu rừng cọ từng bao phủ khắp khu vực đông bắc Thái Lan trước khi nông nghiệp phát triển rộng đã tàn phá diện tích lớn của chúng. Ngày nay, Thap Lan chính là một trong số ít những khu vực còn lại của Thái Lan có những khu rừng cọ này. Các loài cọ có vai trò rất quan trọng trong văn hóa dân gian Thái Lan vì lá của chúng được sử dụng để sản xuất loại giấy đặc biệt sử dụng làm văn bản Phật giáo.

### Động vật
Do có diện tích lớn và được kết nối với các vườn quốc gia Khao Yai, Pang Sida và Ta Phraya tạo thành một khu vực bảo vệ lớn hơn nhiều nên Thap Lan là nơi sinh sống của nhiều loài động vật hoang dã quý hiếm như hổ, voi, trâu rừng, tì linh, gấu đen, gấu chó, vượn, hồng hoàng, gà lôi, và vẹt. Theo các nhà nghiên cứu, số lượng hổ tại đây còn nhiều hơn ở Trung Quốc. Tổng số có 149 loài chim đã được tìm thấy tại Thap Lan, trong đó có nhiều loài quý hiếm được tìm thấy trong các khu rừng thường xanh thấp như là gầm ghì lưng xanh, bói cá mỏ cò, chuối tiêu.
Người ta cũng tin rằng, một trong số những loài động vật có vú có nguy cơ tuyệt chủng cao nhất thế giới là bò Kouprey vẫn có thể đang sinh sống tại Thap Lan và Pang Sida. Mặc dù hơn 30 năm chúng đã không còn được nhìn thấy tại Thái Lan nhưng loài gia súc nguyên thủy này có thể là nguồn cung cấp gen có giá trị trong việc lai tạo giống gia súc không bị bệnh.